# Лапшин, Виктор Михайлович
Виктор Михайлович Лапшин (27 февраля 1944, город Галич, Костромская область — 19 апреля 2010, там же) — русский поэт, переводчик.

## Биография
Родился 27 февраля 1944 года в городе Галиче Костромской (в те годы Ярославской) области. В семье был единственным ребёнком. Отец, Михаил Николаевич, работал шофёром, воевал на фронте. Мать, Анна Васильевна, была служащей в государственном банке.
В 1951 году пошёл учиться в среднюю школу № 1, а последние три года обучения заканчивал в средней школе № 4.
После окончания десятилетки в 1961 году поступил в Костромской государственный педагогический институт им. Н. А. Некрасова на историко-филологический факультет.
В сентябре 1963 года, после окончания двух курсов института, был призван в армию. Служил в Эстонии (близ города Валга).
В августе 1966 года демобилизовался и по семейным обстоятельствам перевёлся учиться в Вологодский пединститут. В те годы поэт Николай Рубцов в своей рецензии положительно отозвался о ранних стихах Виктора Лапшина.
В 1968 году непродолжительное время работал в газете «Речник Сухоны» при Сухонском пароходстве. В этом же году вернулся в родной Галич и устроился на работу в редакцию районной газеты.
С 1986 года, после вступления в Союз писателей СССР, по 1992 год находился на творческой работе: писал собственные стихи и по заказу столичных издательств занимался переводами стихов кавказских поэтов.
С 1992 по 2003 годы снова трудился в родной районке, в общей сложности посвятив этой работе около 30 лет.
Умер поэт от сердечной недостаточности в Галичской окружной больнице 19 апреля 2010 года в возрасте 66 лет.

## Творчество
Читать Виктор Лапшин научился в пять лет. Писать стихи пытался с семи лет. В 13-летнем возрасте пришёл в литературный кружок при редакции газеты " Северный колхозник ". Первая публикация стихов состоялась в районке в феврале 1959 года.
Стихи писал всегда. После возвращения в Галич из Вологды, начиная с 1969 года, на протяжении ряда лет ездил в Кострому на ежегодные областные совещания молодых литераторов. Однако на уровне Костромской писательской организации стихи В. Лапшина подвергались резкой критике, его обвиняли в неактуальности, архаизме и излишней тяжеловесности языка.
В отчаянии и надежде он обратился в Москву к литературному критику И. И. Ростовцевой. Она первой дала оценку творчеству поэта в печати (1). Наряду с её статьёй была опубликована рецензия поэта Н.Рубцова на стихи В.Лапшина 60-х годов и его небольшая стихотворная подборка.
В декабре 1981 года в Москве состоялось его знакомство с поэтом Ю. П. Кузнецовым. В 1983 году в журнале «Литературная учёба» № 5 была напечатана солидная подборка стихов В. Лапшина с небольшими, но весомыми статьями известного литературного критика В. В. Кожинова и Ю. П. Кузнецова. В альманахе «День поэзии» (2) также были опубликованы стихи В. Лапшина.
В декабре 1984 года группа московских литераторов, в состав которой
входили Ю. Кузнецов, литературный критик Л. Баранова-Гонченко, поэт В. Костров и другие, побывала в Костромской областной писательской организации, где состоялось обсуждение творчества В. Лапшина.
Так начался путь поэта в русской литературе.
Парадоксально, но Москва раньше открыла поэта Лапшина, чем это произошло в Костроме.
Осенью 1986 года поэт стал членом Союза писателей СССР. В этом же году судьба тесно связала его с журналом «Наш современник», главным редактором которого был известный поэт, критик, публицист С. Ю. Куняев. В разные годы о творчестве Виктора Лапшина, кроме вышеупомянутых литературных критиков, писали Д.Ильин, Л.Баранова-Гонченко (3), Н.Леванина (4) и другие.
В конце 1986 года в районной библиотеке им. Горького г. Галича состоялся литературный вечер, посвящённый творчеству Виктора Лапшина. Велась запись для Центрального телевидения. Съёмочная группа работала в городе два дня. Двадцатиминутный фильм о поэте был показан по первой программе ЦТ в формате «Литературный альманах» 20 декабря 1986 года (5).
В начале ноября 1987 г. По ЦТ демонстрировался многосерийный документальный фильм о Московском Кремле, названный строкой из стихотворения В. Лапшина — «Державы вечная любовь». За кадром стихотворение читал народный артист СССР И. Смоктуновский (6).
В 1990 году вышло второе, дополненное, издание книги В.Кожинова «Статьи о современной литературе», в которой автор анализирует стихи В.Лапшина (7).
18 декабря 1993 года на радиостанции «Радонеж» в передаче «Русский огонёк» литературный критик В.Кожинов говорил о творчестве поэта В.Лапшина.
В конце мая 2001 г. На сцене всемирно известного Дома композиторов г. Москвы состоялся концерт, в котором приняло участие Костромское региональное отделение Союза композиторов России. Состоялись две премьеры, которые были восторженно встречены столичной публикой. Одна из них — композитор А. Документов показал хоровой цикл «Костромские края» на стихи Виктора Лапшина (8).
По словам Ю. П. Кузнецова, «Виктор Лапшин… — сложный поэт с широким эпическим видением, его воображение клубится, его умонастроение глубоко и полно тончайших смысловых оттенков. Человек, Родина, Природа — вот триединый объект его самых пристальных дум». «Его поэзия, на мой взгляд, несёт в себе столь мощный потенциал, что позволяет думать о ней не как ещё об одном интересном явлении в ряду современных литературных течений, а как о новых путях национального самосознания».
При жизни Виктора Лапшина было издано тринадцать его стихотворных сборников (включая самоиздат). Он автор переводов (по подстрочникам) стихов с ингушского, карачаевского, азербайджанского, абхазского, лезгинского, балкарского языков. Переводы опубликованы в книгах, журналах, газетах.
В 2011 году поэтическим приложением к журналу «Сибирские огни» в г. Новосибирске вышла в свет посмертная книга Виктора Михайловича Лапшина «Русская свеча».

Русский поэт. Своим творчеством представлял традиционное великорусское направление в нашей поэзии. Виктор Лапшин должен быть отнесен к числу ведущих русских поэтов второй половины XX века. В частности, ему нет равных в жанре поэтической притчи, здесь он воистину и философ, и богослов, и виртуозный рассказчик. Подлинно русская, до конца исполненная судьба певца коренной России— Владимир Берязев, член редакционной коллегии, составитель книги «Русская свеча».

## Семья
В. М. Лапшин трижды состоял в официальном браке. Первый — ещё в студенческие годы.
Жена Ирина Фёдоровна Иванова, дочь Елена, сыновья Алексей и Александр.
Жена Тамара Николаевна Кондратенко, сын Евгений.
Жена Алевтина Михайловна Петрова, сын Дмитрий.

## Награды и премии
- Лауреат премии главы администрации Костромской области за лучшую публикацию, книгу избранных стихотворений «Кольцо» (1995).
- Лауреат Всероссийской литературной премии имени Ф. И. Тютчева (1996) (9).
- Благодарственное письмо главы администрации Костромской области за циклы стихов в периодических изданиях и за представление в Антологии «Русская поэзия. 20 век» в числе 100 лучших поэтов (1999) (10).
- Лауреат премии имени В. В. Кожинова (2006).
- Лауреат премии губернатора Костромской области. За многолетнюю плодотворную работу в области литературы. Нагрудный знак «Признание» (2007).
- Лауреат премии Центрального федерального округа в области литературы и искусства в номинации «За произведения художественной литературы» (2008).
- В разные годы В. М. Лапшин неоднократно становился лауреатом премий журналов «Наш современник», «Огонёк», «Волга», еженедельника «Литературная Россия».

## Память
27 марта 2014 года в районной библиотеке им. М. Горького г. Галича состоялся литературно-музыкальный вечер памяти к 70-летию поэта В. М. Лапшина.
1 июля 2021 года Постановлением отдела по культуре, туризму и делам молодёжи администрации городского округа г. Галич был учреждён ежегодный межрегиональный литературный конкурс имени В. М. Лапшина. Первый конкурс по теме: « Я, не лучше и не хуже, русский просто человек» прошёл в июле-сентябре этого года.
10 октября 2021 года на фасаде дома № 7 по улице Колхозной, где с 1990 по 2010 гг. проживал поэт, член Союза писателей России В. М. Лапшин, установлена мемориальная доска.

## Книги
- «На родных ветрах» — Ярославль, 1979.- 16 с. 3000экз.
- «Поздняя весна» — М., изд. «Молодая гвардия», 1985.- 78 с. 10000 экз.
- «Воля» — М., изд. «Современник», 1986.- 109 с. 8000 экз.
- «Желание» — Ярославль, 1988.- 112 с. 3000 экз.
- «Дума — даль» — М., изд. «Современник», 1989. — 96 с. 10000 экз.
- «Мир нетленный» — М., изд. «Советский писатель», 1989. — 128 с. 9000 экз.
- «Кольцо» — Кострома, 1994. — 84 с. 2500 экз.
- «Сон — звезда» — Галич, Костромской обл. 2001 — 44 с.
- «Дворовые фрески» — Галич, 2005 — 21 с.
- «Дозор» — Кострома, 2006—191 с. 500 экз.
- «Знаки судьбы» — Галич, 2008—152 с.
- «Эхо сердца» — Галич, 2009—195 с.
- «Встречный наклон» — Галич, 2010 — 63 с.
- «Русская свеча» — Новосибирск. Поэтическая библиотека журнала «Сибирские огни», 2011—320 с.

Коллективные сборники
- Альманах «Истоки» — М., изд. «Молодая гвардия», 1977.
- Альманах «Вдохновение» — М., изд. «Молодая гвардия», 1980.
- Альманах «Поэзия» — М., изд. «Молодая гвардия», 1982, 1988, 1990.
- Альманах «День поэзии» — М., изд. «Советский писатель»,1983, 1985,1999.
- «Утро» — М., изд. «Современник», 1983.
- "У северных широт — М., изд. «Современник», 1987.
- « Воздух детства и отчего дома» — М., изд. «Молодая гвардия», 1987.
- «Нежность». 16 том подписной «Библиотеки молодой семьи» — М., изд. «Молодая гвардия», 1987.
- «Чистые пруды» — М., изд. «Московский рабочий», 1987.
- «На тебя и меня остаётся Россия» — М., изд. «Современник», 1987.
- «Слово» — М., изд. «Современник», 1987.
- «Час России» — М., изд. «Современник», 1988.
- «Гордость и горечь» — изд. «Советская Россия», 1990.
- «Лучшие стихи года» — М., изд. «Молодая гвардия», 1991.
- «Современная русская лирика» — М., изд. «Советская Россия», 1991.
- «Офицерский романс» — М., Военное издательство Министерства обороны, 1993.

Антологии
- «Русская поэзия. 20 век» — М., изд. «ОЛМА — ПРЕСС», 1999.
- «Любимые дети Державы. Русская поэзия на рубеже веков» — М., изд. «Держава», 2002.
- «Антология. Том третий. Поэзия» — М., изд. «Наш современник», 2007.
- «Связующая нить» (лауреаты Всероссийской литературной премии им. Ф. И. Тютчева «Русский путь») — Брянск, 2009.

Переводы
- Гагиев Г. «Утренние деревья» (пер. с ингушского В. Лапшина) — М., «Современник», 1988.
- Исмаил М. «Святыни мои». Поэма «Дитя беды» (пер. с азербайджанского В. Лапшина) — М., «Художественная литература», 1989.
- Аджба Т. «Вместо точек» (пер. с абхазского В. Лапшина) — М., «Советский писатель», 1990.
- Эмин  Е. «Стихотворения» (пер. с лезгинского В. Лапшина) — Махачкала, издательский Дом «Народы Дагестана», 2004.